# Gary Daniels
Gary Edward Daniels, né le 9 mai 1963 dans le Surrey, dans la banlieue de Londres (Angleterre), est un acteur et ancien kickboxer britannique, spécialisé dans le cinéma d'action et d'arts martiaux.

## Biographie
Très jeune, Gary s’enthousiasme pour le cinéma d’arts martiaux : « J’ai voulu faire du cinéma depuis l’âge de 8/9 ans. J’ai vu une bande-annonce pour un film de Bruce Lee et j’ai immédiatement su que c’était ce que je voulais faire. ». Avant d’être acteur, Gary se veut artiste martial : il commence très tôt à étudier le kung-fu, puis le taekwondo, obtenant, à 16 ans, une ceinture noire dans cette dernière discipline. Il pratique ensuite le kick boxing, dont il rejoint une fédération professionnelle, il fait 26 combats et remporte 22 victoires (21 par KO) et 4 défaites. Parti aux États-Unis pour se perfectionner en arts martiaux, Gary tente également d’accéder à son rêve en devenant comédien. Il obtient quelques petits rôles dans des séries télévisées comme Deux flics à Miami.
Mais c’est dans le cinéma d’action à petit budget que Gary va rapidement exploser : après un séjour de deux ans aux Philippines à la fin des années 1980, où il se marie et tourne dans deux films méconnus (Final Reprisal, réalisé par Teddy Page et The Secret of King Mahis Island, réalisé par Jim Gaines), il obtient enfin sa chance aux États-Unis. Grâce à son contact avec le producteur sino-philippin K.Y. Lim, patron de Kinavesa, Gary prend contact avec la société américaine Cine Excel, en affaire avec Lim, et obtient le premier rôle dans Capital Punishment, catastrophique nanar où se compromet également un David Carradine au fond du gouffre. Gary fait de son mieux et tient vaillamment son rôle malgré des scènes d’action pour la plupart chorégraphiées en dépit du bon sens (à l'exception du combat final).
Gary Daniels enchaîne ensuite avec des films tournés de nouveau aux Philippines, et tente également un détour par Hong Kong. On le voit ainsi dans Niki Larson où il joue le rôle d’un sbire du grand méchant (Richard Norton). À un moment, il affronte Jackie Chan.
Après avoir réalisé un de ses rêves d’enfant en tournant avec Jackie Chan, Gary tourne encore un film à Hong Kong, puis ne persiste pas, les rôles pour acteurs gweilos (blancs) étant limités. De retour aux États-Unis, il effectue quelques apparitions. On le voit ainsi en sbire de Lance Henriksen dans Knights, les Chevaliers du Futur, puis revient aux premiers rôles, avec notamment celui du héros de l’adaptation live du manga Ken le Survivant. Ambitieux, le film restera cependant dans les mémoires comme une véritable catastrophe artistique.[réf. souhaitée]
Il retrouve également Cine Excel, pour qui il avait déjà travaillé au temps de Capital Punishment, pour les besoins du film Pocket Ninjas, film d’action pour enfants.
En 2009, Gary joue le rôle de Bryan Fury dans le film Tekken tiré du jeu vidéo à grand succès.

## Filmographie
- 1991 : Capital Punishment
- 1992 : Niki Larson
- 1993 : Knights
- 1993 : Firepower
- 1995 : North Star : La Légende de Ken le Survivant
- 1996 : Hawk's Vengeance : le lieutenant Eric Kelly dit « Hawk »
- 1996 : Riot : Maj. Shane Alcott
- 1997 : Pocket ninjas de Dave Eddy
- 1997 : Spoiler de Luca Bercovici (en) : Roger Mason
- 1997 : Blood Moon de Tony Leung Siu-Hung · Ken O'Hara
- 1998 : Cold Harvest : Le virus : Roland / Oliver
- 1999 : City of Fear de Mark Roper : le journaliste Steve Roberts
- 2000 : Secousses à Los Angeles de Richard Pepin : Nick Constantine
- 2005 : Piège en eaux profondes (Submerged)
- 2006 : Reptilicant de Desi Singh
- 2008 : La Mémoire du dragon de Li Wen Qi
- 2009 : The Line de James Cotten : Martin
- 2009 : Tekken de Dwight H. Little : Bryan Fury
- 2010 : Hunt to Kill de Keoni Waxman : Jensen
- 2010 : Expendables : Unité spéciale de Sylvester Stallone : Lawrence Sparks dit "Le Brit"
- 2015 : Zero Tolerance de Wych Kaosayananda
- 2016 : Le meurtre en héritage : Charles

## Jeux vidéo
2013 : PayDay 2 : Hector